# Oteake Conservation Park
Der Otaeke Conservation Park ist ein Naturschutzpark in der Region Otago auf der Südinsel von Neuseeland. Der Park untersteht dem Department of Conservation.

## Geographie
Der 67.000 Hektar große Otaeke Conservation Park befindet sich südwestlich von Lake Benmore und Lake Aviemore, in Teilen der Gebirgszüge der Wether Range, der Saint Bathans Range, der Hawkdun Range, der Ida Range und der Saint Marys Range. Oamaru, als nächstgrößere Stadt, liegt rund 50 km in südöstlicher Richtung. Der Conservation Park teilt sich in drei über die zuvor genannten Gebirgszüge auf, wobei der längere Teil, der sich über die Hawkdun Range erstreckt, im Norden über eine Verbindung zum westlichen Teil des Parks in den Saint Bathans Range verfügt. Der östliche Teil in den Saint Marys Range besitzt keine Verbindung zu dem westlich liegenden Gebiet. Eine sehr klein Einzelfläche befindet sich am Fuße der Hawkdun Range zum Manuherikia River hin. Die Einzelteile des Parks, die allesamt eine Nordnordwest-Südsüdost-Ausrichtung besitzen, erstrecken sich über Flächen von ca. 20 × 15 km, von ca. 44 × 12 km und von ca. 30 × 16 km.

## Geschichte
Der Otaeke Conservation Park wurde im Jahr 2009 mit einer Gesamtfläche von rund 67.000 Hektar gegründet und im April 2009 auf eine Fläche von 64.805 Hektar zunächst verkleinert. Ein Jahr später, im Mai 2010, wurde der Park dann von der zuständigen Ministerin für Naturschutz Kate Wilkinson feierlich eröffnet. Stand Dezember 2019 weist das Department of Conservation den Park mit einer Fläche von 67.000 Hektar aus.